# 日立市立大みか小学校
日立市立大みか小学校（ひたちしりつおおみかしょうがっこう）は、茨城県日立市大みか町3-19-15にある日立市立小学校。

## 沿革

### 年表
- 1974年
  - 4月1日 - 日立市立大みか小学校開校[4]。
  - 5月4日 - 開校記念運動会が挙行される。この日を創立記念日とする[5]。
- 1975年3月2日 - 校歌・校章制定記念発表会が開催される[5]。
- 1979年3月5日 - 校訓制定[5]。
- 1988年11月16日 - 「父母と先生の会」が全日本PTA全国協議会会長賞を受賞[5]。
- 1990年11月19日 - 「父母と先生の会」が文部大臣より優良賞を受賞[5]。
- 1991年4月16日 - 文部省生活科実践推進協力校に指定[5]。
- 1999年8月2日 - TBS子ども音楽コンクール合奏の部で優秀賞を受賞[5]。
- 2000年10月15日 - 時事通信社教育奨励賞「努力賞」を受賞[5]。
- 2001年8月1日 - TBS子ども音楽コンクール合奏の部で優秀賞を受賞[5]。
- 2003年5月1日 - 放課後学習チューターの配置等に係る調査研究校に指定[5][6]。
- 2009年4月1日 - 学校保健統計調査実施校に指定[5]。
- 2016年度 - 授業力ブラッシュアップ研修協力校（国語）に指定[7][8]。
- 2017年度 - 国立教育政策研究所教育課程研究センター 実践研究協力校（音楽）に指定[5][9][10]。
- 2018年度
  - プログラミング教育推進事業に係るモデル校（協力校）に指定[11][12]。
  - 平成30年度体力づくり奨励賞を受賞[13]。
- 2022 - 2023年度
  - 日立みらいインベータプログラム、研究指定校に指定[14][15][16][17]。
  - 学校・家庭・地域連携支援事業、研究指定校に指定[14]。
- 2023年10月19日 - 公式認定キャラクターが「コンくん」に決定[18]。
- 2024年度 - 測量体験学習、研究指定校に指定[19][20]。

## 教育方針
（出典：）
教育目標
やさしく さとく たくましく 共に輝く大みかっ子の育成
組織としての目標：進歩・向上
- 児童の自己肯定感を高め、自己の向上をめざして自主的に考え行動できるようにする。
- 学級集団の質を高め、学び合い、高め合える集団をつくる。

## 学校行事
2019年度年間行事予定表より
- 4月
  - 着任式・始業式
  - 入学式
  - 家庭訪問
  - 6年全国学力・学習状況調査
  - 1年生歓迎集会
- 5月
  - 運動会
  - 3年校外学習（市内巡り）
- 6月
  - 4年自転車教室
  - 2年町探検
  - 地域防災訓練
  - 4年星空学習
- 7月
  - 終業式
- 8月
  - 大みか祭り

- 9月
  - 始業式
  - 教育実習
  - 6年修学旅行
  - 敬老会
- 10月
  - 1・2年校外学習（アクアワールド・大洗）
  - 南部会親善陸上記録会
  - 3年校外学習（郷土博物館・アプライアンス）
  - 5年宿泊学習（西山研修所）
- 11月
  - 4年日立市小中学校音楽会
  - 5年校外学習（水戸放送局）
  - 4年校外学習（水戸・笠間）
  - 6年郷土学習
- 12月
  - 持久走記録会
  - 終業式

- 1月
  - 始業式
  - 学力診断テスト
  - 書き初め会
- 2月
  - 泉丘中体験入学
  - 新入児保護者説明会
  - 新入児体験学習
- 3月
  - 6年生を送る会
  - 卒業証書授与式
  - 修了式
  - 離任式

## 児童会活動・クラブ活動など

### クラブ活動
2018年度クラブ活動より
- 球技
- バドミントン
- 卓球
- 家庭科
- 絵画
- パソコン
- チャレンジ

## 通学区域
（出典：）
- 日立市大みか町
  - 1丁目
  - 2丁目
  - 3丁目
  - 4丁目
  - 5丁目
  - 6丁目1から15番
  - 7丁目2・3番
- 日立市水木町2丁目28から32番、37から43番
- 日立市森山町
  - 4丁目（1番25から32号以外）
  - 5丁目10・11番

## 進学先中学校
- 日立市立泉丘中学校

## 学区内の主な施設
- 大みか交流センター
- 古房地公園
- 森山浄水場
- 日立製作所 大みか事業所・臨海工場・日立研究所
- 茨城キリスト教大学

## 交通
JR常磐線 大甕駅下車 徒歩約20分